# Večer slovenskih viž v narečju
Večer slovenskih viž v narečju je narodnozabavni festival, ki je bil prvič organiziran leta 2001. Posebnost festivala je, da gre za edini festival te zvrsti v Sloveniji, ki spodbuja glasbenike in pesnike, da pišejo, razmišljajo in tudi pojejo v narečni besedi. Festival je največkrat organiziran v Škofji Loki, gostoval je tudi že na avstrijskem Koroškem ob Vrbskem jezeru, poteka pa v mesecu juniju. Organizator festivala je Radio Sora.

## Izvedba
Festival se izvede junija, ponavadi v prvi polovici meseca, v organizaciji Radia Sora. Največkrat je bil organiziran na različnih lokacijah v Škofji Loki, dvakrat pa je gostoval tudi drugje, celo izven Slovenije. Leta 2012 je bil prirejen v Avstriji ob Vrbskem jezeru, leta 2014 pa v Italiji v Zgoniku.
Vsak ansambel se predstavi z dvema skladbama. Prva skladba je tekmovalna, ki mora biti v narečju in prvič javno izvedena prav na festivalu. Druga skladba je po izbiri ansambla. Posebna pozornost je namenjena besedilu, za katerega mora biti povedano, v katerem narečju je zapisano oziroma v okolici katerega kraja tako govorijo. Izrazito knjižnih besed ne sme vsebovati, obenem pa ne sme biti pretežno knjižno z le dvema ali tremi narečnimi besedami. Prav tako je premalo, če ima izpuščenih samo nekaj določenih glasov.

## Prizorišča
Do sedaj je bil izvedenih 18 festivalov na sedmih različnih prizoriščih. To so bila:
- Loški grad: 5-krat (2001, 2003, 2004, 2005 in 2015);
- Mestni trg Škofja Loka: 4-krat (2007, 2009, 2010 in 2011);
- Športna dvorana Trata: 4-krat (2013, 2016, 2017 in 2018);
- Športna dvorana Poden: 2-krat (2006 in 2008);
- Zgonik (Italija): 1-krat (2014);
- Ob Vrbskem jezeru (Avstrija): 1-krat (2012);
- Bivša vojašnica Škofja Loka: 1-krat (2002);

## Nagrade
Na festivalu podelijo naslednje nagrade:
- Nagrada za novo narečno besedilo (strokovna komisija);
- Nagrada za najboljšo melodijo (strokovna komisija);
- Nagrada Občine Škofja Loka za najboljši in najbolj všečni nastop v celoti (strokovna komisija);
- Prehodni pokal "Vandrovček" (nagrada občinstva);
- Vodovnikova nagrada za dolgoletno kakovostno ustvarjanje besedil (nagrada Društva pesnikov slovenske glasbe);

V preteklosti so podelili tudi druge nagrade:
- Nagrada radijskih postaj Slovenije (2001-2005);
- Nagrada Sklada Zveze sindikatov vseh glasbenikov Slovenije (2015);

## Zmagovalci
Pri nagrajencih za najboljšo melodijo je zapisan avtor melodije, v oklepaju pa izvajalci. Vsi nagrajenci do sedaj so bili:
| #   | leto | nagrada občinstva            | najboljši nastop v celoti                                                 | najboljše besedilo     | najboljša melodija                                                   | Vodovnikova nagrada |
| --- | ---- | ---------------------------- | ------------------------------------------------------------------------- | ---------------------- | -------------------------------------------------------------------- | ------------------- |
| 1.  | 2001 | Ansambel Vita                | Ansambel Vita                                                             | Jurij Vodovnik         | Jože Teran (Ansambel Melos)                                          | /                   |
| 2.  | 2002 | Ansambel Polka punce         | Trio: Ansambel Jerneja Kolarja Kvintet: Ansambel Anja Burnik s prijatelji | Franc Ankerst          | Jože Burnik (Ansambel Vita)                                          | /                   |
| 3.  | 2003 | Ansambel Modrijani           | Ansambel Ano ur'co al' pej dvej                                           | Nataša Klinc Vybiralik | /                                                                    | /                   |
| 4.  | 2004 | Ansambel Karavanke           | Ansambel Karavanke                                                        | Nataša Klinc Vybiralik | /                                                                    | /                   |
| 5.  | 2005 | Ansambel Pogum               | Ansambel Ano ur'co al' pej dvej                                           | Vera Šolinc Domen Hren | /                                                                    | /                   |
| 6.  | 2006 | Ansambel Vandrovci           | Kvintet Dori                                                              | Franc Juvan            | Vili Bertok (Ansambel Modri val)                                     | /                   |
| 7.  | 2007 | Ansambel Poljanski koledniki | Ansambel Vrt                                                              | Vili Bertok            | Tine Lesjak (Ansambel Vrt)                                           | /                   |
| 8.  | 2008 | Ansambel Roka Žlindre        | Ansambel Modri val                                                        | Nataša Klinc Vybiralik | Jože Umek (Ansambel Vasovalci)                                       | /                   |
| 9.  | 2009 | Ansambel Štedientje          | Kvintet Dori                                                              | Matjaž Vrh             | Bojan Lavrič in Igor Podpečan (Ansambel Modri val)                   | France Žnidaršič    |
| 10. | 2010 | Ansambel Trio Šubic          | Kvintet Dori                                                              | Anton Gričnik          | Aleksander Vodopivec (Ansambel Ano ur'co al' pej dvej)               | Franc Ankerst       |
| 11. | 2011 | Ansambel Štedientje          | Ansambel Gregorji                                                         | Franc Ankerst          | Brane Tičar (Ansambel Gašper s prijatelji)                           | Majda Rebernik      |
| 12. | 2012 | Ansambel Paulič              | Ansambel Veseli Begunjčani                                                | Fanika Požek           | Matej Bizjak (Ansambel Orion)                                        | Franci Smrekar      |
| 13. | 2013 | Ansambel Joc bend            | Ansambel Joc bend                                                         | Vili Bertok            | Miha Volk (Ansambel Vikend)                                          | Vili Bertok         |
| 14. | 2014 | Ansambel Joc bend            | Ansambel Ano ur'co al' pej dvej                                           | Franc Ankerst          | Jože Skubic (Ansambel Akordi)                                        | Barbara Kolarič     |
| 15. | 2015 | Ansambel Raubarji            | Ansambel Slovenski muzikantje                                             | Barbara Gropajc        | Blaž Jenkole (Ansambel Raubarji)                                     | Bernard Miklavc     |
| 16. | 2016 | Ansambel Raubarji            | Ansambel Lisjaki z Barbaro in Neli                                        | David Mohorič          | Barbara Gropajc in Matic Štavar (Ansambel Lisjaki z Barbaro in Neli) | Jože Grgovič        |
| 17. | 2017 | Ansambel Galop               | Ansambel Ano ur'co al' pej dvej                                           | Barbara Gropajc        | Žiga Bižal (Ansambel Prifarski muzikanti)                            | Metka Ravnjak Jauk  |
| 18. | 2018 | Ansambel Dveh dolin          | Ansambel Hozentregarji                                                    | Peter Debeljak         | Slavko Plut (Ansambel Mladi Belokranjci)                             | Milan Jež           |

Leta 2015 (na 15. festivalu) so podelili tudi dve enakovredni nagradi Sklada Zveze sindikatov vseh glasbenikov Slovenije. Nagrajena sta bila Ansambel Marcela IN in Ansambel Ognjenih 7.
Nekoč so podeljevali tudi nagrado radijskih postaj Slovenije, zadnjič na 5. festivalu leta 2005. Nagrajenci:
- 2001: Ansambel Nanos
- 2002: Ansambel Anja Burnik s prijatelji
- 2004: Ansambel Karavanke
- 2003 in 2005: Ansambel Ano ur'co al' pej dvej